# Raków Opatowski
Raków Opatowski – nieczynna wąskotorowa stacja kolejowa w Rakowie, w gminie Raków, w powiecie kieleckim, w województwie świętokrzyskim, w Polsce.